# Vojaški ordinariat Združenih držav Amerike
Vojaški ordinariat Združenih držav Amerike (angleško Military Ordinariate of United States of America) je rimskokatoliški vojaški ordinariat, ki je vrhovna cerkveno-verska organizacija in skrbi za pripadnike oboroženih sil Združenih držav Amerike.
Sedež ordinariata je v Washingtonu, D.C.

## Nadškofje
- Patrick Joseph Hayes (24. november 1917 - 10. marec 1919)
- John Francis O'Hara (11. december 1939 - 10. marec 1945)
- Francis Joseph Spellman (10. marec 1945 - 2. december 1967)
- Terence James Cooke (4. april 1968 - 6. oktober 1983)
- John Joseph Thomas Ryan (16. marec 1985 - 14. maj 1991)
- Joseph Thomas Dimino (14. maj 1991 - 12. avgust 1997)
- Edwin Frederick O'Brien (12. avgust 1997 - 12. julij 2007)
- Timothy Paul Andrew Broglio (19. november 2007 - danes)